# Etno kamp za djecu Hrvatske čitaonice
Etno kamp za djecu Hrvatske čitaonice. Organizira ga Hrvatska čitaonica iz Subotice za učenike osnovnih škola. Održava se svake godine i traje obično oko pet dana. Prva se je održala 2008. godine. U programu su brojne manualne kreativne radionice na neku temu, zatim tradicionalne radionice kao dramska radionica, tamburaška, recitatorska, pjevačka, plesna, duhovna. U programu ponekad budi izleti. Na završnoj priredbi djeca pokazuju što su sve naučila tijekom kampa. Organizira se i prodanju izložbu uradaka nastalih u kampu. Sudjeluju djeca iz Subotice i okolice, ali i drugih krajeva.